# Fjällmetallfly
Fjällmetallfly (Syngrapha hochenwarthi) är en fjärilsart som beskrevs av Hochenwarth 1785. Fjällmetallfly ingår i släktet Syngrapha och familjen nattflyn. Enligt den finländska rödlistan är arten starkt hotad i Finland. Enligt den svenska rödlistan är arten sårbar i Sverige. Arten förekommer i Övre Norrland samt tillfälligtvis även i Nedre Norrland. Artens livsmiljö är torra gräsmarker. Inga underarter finns listade i Catalogue of Life.